# Královna
Královna (Duits: Kralowna) is een Tsjechische plaats in de gemeente Neustupov, regio Midden-Bohemen, en maakt deel uit van het district Benešov. Het dorp ligt op 3 kilometer afstand van Neustupov.
Královna telt 30 inwoners (2021).

## Geografie
Vlak bij het dorp liggen het Královna- en Vražednýmeer. Aan de noordzijde is het dorp omringd door bossen.

## Geschiedenis
De eerste schriftelijke vermelding van het dorp dateert van 1790.
In 1960 werd Královna ondergebracht bij het district Benešov.

## Verkeer en vervoer

### Autowegen
Er leidt een regionale weg naar het dorp.

### Spoorlijnen
Er is geen station in Královna. Het dichtstbijzijnde station is in Votice, op zo'n 9,5 kilometer afstand. Dat station ligt aan spoorlijn 220 van Praag naar Tábor.

### Buslijnen
Er is geen bushalte in het dorp. De dichtstbijzijnde bushalte is in Vlčkovice, op 1,5 kilometer afstand:
| Halte                | Lijn(en) | Traject(en)     | Vervoerder(s) |
| -------------------- | -------- | --------------- | ------------- |
| Neustupov, Vlčkovice | 532      | Jankov - Votice | CŠAD Benešov  |

## Galerij

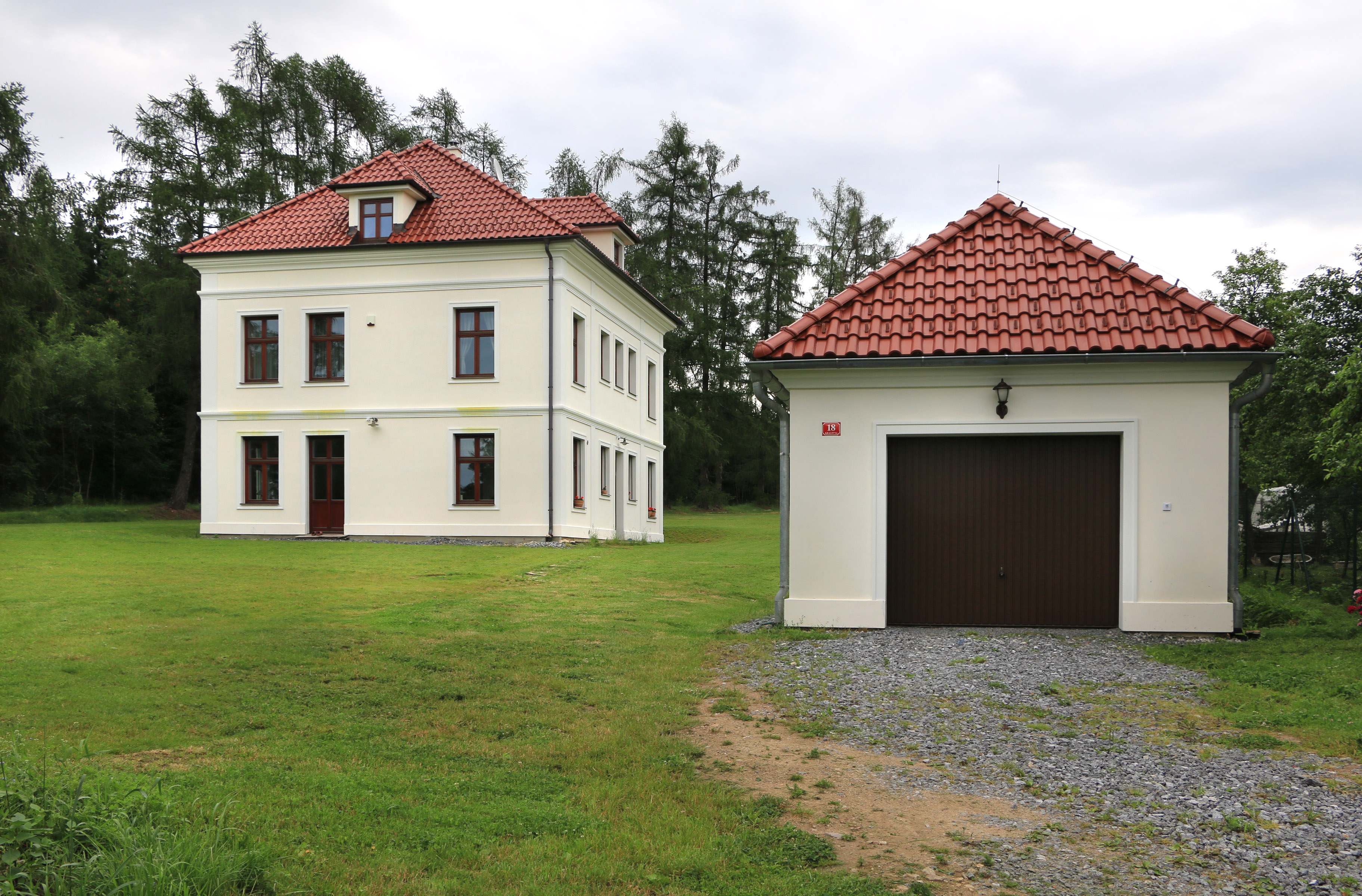
Huis in het dorp (2016)
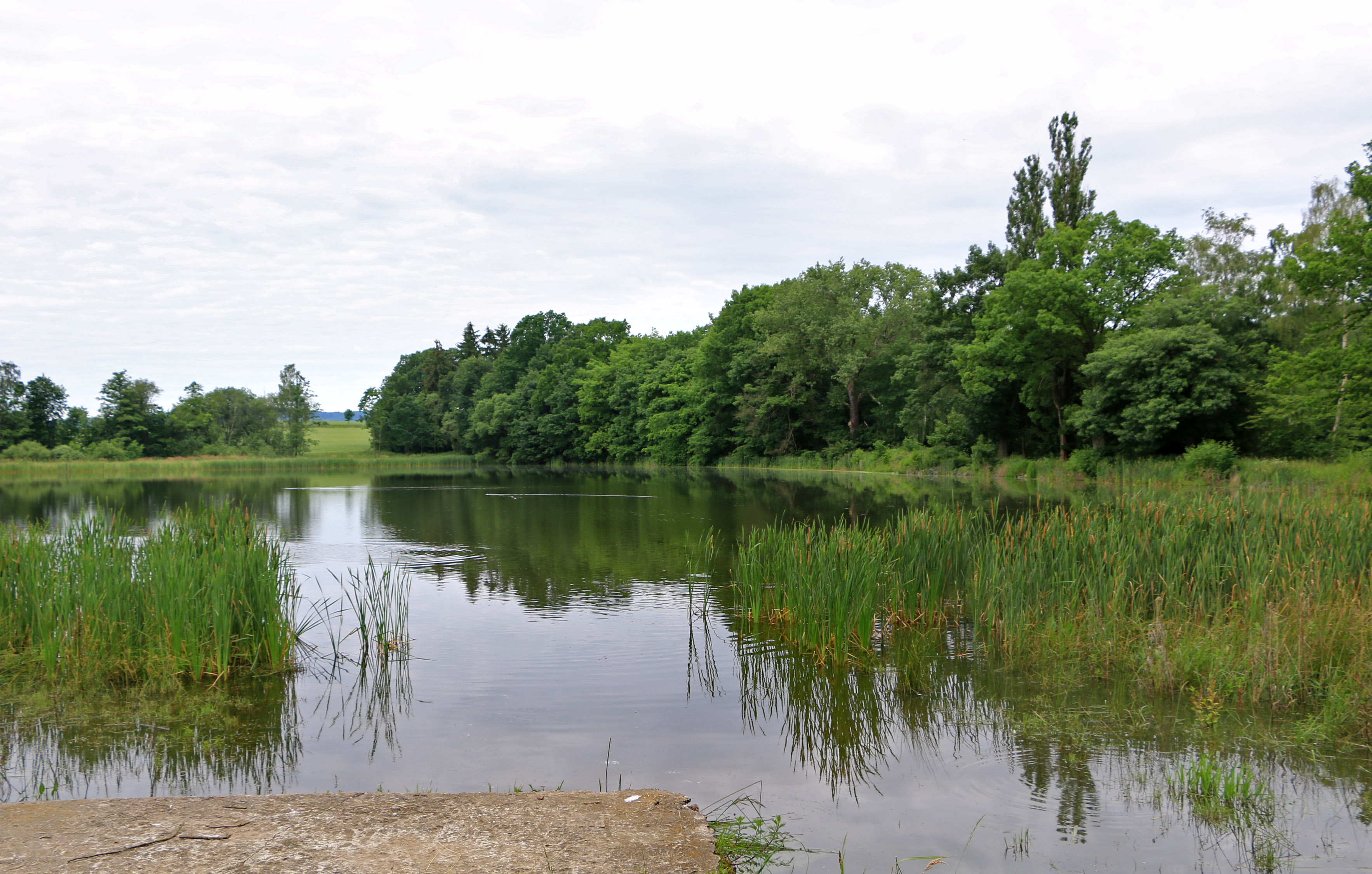
Královnameer (2016)